# Kari Arkivuo
Kari Arkivuo (Lahti, 23 de junho de 1983) é um jogador de futebol finlandês.